# اچ‌ام‌اس لامبورنوم (۱۹۱۵)
اچ‌ام‌اس لامبورنوم (۱۹۱۵) (به انگلیسی: HMS Laburnum (1915)) یک کشتی بود که طول آن ۲۵۰ فوت (۷۶ متر) بود. این کشتی در سال ۱۹۱۵ ساخته شد.